# فیلیپ کراوتر
فیلیپ کراوتر (انگلیسی: Philip Crowther؛ زادهٔ 1981) روزنامه‌نگار بریتانیایی-لوکزامبورگی-آلمانی است. او به خاطر چندزبانه بودن شناخته شده‌است. او به زبان‌های فرانسوی، اسپانیایی، پرتغالی، انگلیسی، آلمانی و لوکزامبورگی صحبت می‌کند. او خبرنگار کاخ سفید در شبکهٔ فرانس ۲۴ است و از اعضای شورای خبرنگاران کاخ سفید است.
در ۲۵ مهٔ ۲۰۲۱ در سالگرد کشته شدن جرج فلوید، در هنگام گزارش زنده، تیراندازی صورت گرفت امّا کراوتر آسیبی ندید.